# 鶴屋町 (横浜市)
鶴屋町（つるやちょう）は、神奈川県横浜市神奈川区の町名。現行行政地名は鶴屋町1丁目から鶴屋町3丁目（字丁目）。住居表示未実施区域。

## 地理
神奈川区南部に位置し、旧東海道神奈川宿の続きであった台町に隣接する。東西に長く、町東部が1丁目、中部が2丁目、西部が3丁目となっている。東西に横浜市主要地方道83号青木浅間線（環状1号線）が貫き、3丁目の鶴屋町交差点で横浜駅西口と神奈川区泉町を結ぶ幹線道路と交差する。西区との境になる南端には新田間川と、その上部に首都高速神奈川2号三ツ沢線が通る。かつてはいわゆる赤線もあったが、横浜駅西口に近く、現在は町内には飲食店やオフィスビル、専門学校などが林立するほか、神奈川県民センターなどの公共施設も置かれている。1丁目には東急東横線、3丁目には横浜市営地下鉄ブルーラインが地下を通るが、いずれも町内に駅は設けられておらず、横浜駅が最寄りとなる。

## 歴史

### 沿革
現在の横浜駅周辺にあった入り江のうち、最後に残った部分に当たる。1909年（明治42年）頃、鶴屋加藤八幡右衛門の出願により横浜市青木町地先の埋立が行われ、1926年（昭和元年）に竣工した。1927年（昭和2年）6月10日に、埋立を行った加藤八幡右衛門の屋号から、青木町字鶴屋となる。1932年（昭和7年）1月1日、神奈川区鶴屋町が新設された。1966年（昭和41年）6月28日に岡野地区の土地区画整理事業に伴い、西区北幸町の一部を編入。1970年（昭和45年）8月1日に浅間地区の土地区画整理事業に伴い、西区楠町との境界を変更、1974年（昭和49年）2月6日に台町地区の土地区画整理事業に伴い、台町との境界を変更した。
2019年（令和元年）10月より、全国初の国家戦略住宅整備事業による「横浜駅きた西口鶴屋地区第一種市街地再開発事業」が行われ、2024年（令和6年）3月に「THE YOKOHAMA FRONT（ザ ヨコハマ フロント）」が完成した。

### 治安・風紀の維持
2022年（令和4年）11月1日より、鶴屋町2丁目は神奈川県暴力団排除条例に基づき暴力団排除特別強化地域に指定されることとなった。地域内では飲食店などの特定営業者と暴力団員との間でみかじめ料のやりとりや用心棒などの役務提供および依頼などが禁止され、違反者は金銭の支払いや役務を依頼した側であっても懲役1年以下または罰金50万円以下の罰則が科されることとなった。

## 世帯数と人口
2025年（令和7年）6月30日現在（横浜市発表）の世帯数と人口は以下の通りである。
| 丁目        | 世帯数  | 人口    |
| ----------- | ------- | ------- |
| 鶴屋町1丁目 | 305世帯 | 546人   |
| 鶴屋町2丁目 | 297世帯 | 441人   |
| 鶴屋町3丁目 | 163世帯 | 208人   |
| 計          | 765世帯 | 1,195人 |

### 人口の変遷
国勢調査による人口の推移。
| 年                 | 人口 |
| ------------------ | ---- |
| 1995年（平成7年）  | 368  |
| 2000年（平成12年） | 364  |
| 2005年（平成17年） | 322  |
| 2010年（平成22年） | 468  |
| 2015年（平成27年） | 611  |
| 2020年（令和2年）  | 639  |

### 世帯数の変遷
国勢調査による世帯数の推移。
| 年                 | 世帯数 |
| ------------------ | ------ |
| 1995年（平成7年）  | 161    |
| 2000年（平成12年） | 184    |
| 2005年（平成17年） | 175    |
| 2010年（平成22年） | 330    |
| 2015年（平成27年） | 448    |
| 2020年（令和2年）  | 464    |

## 学区
市立小・中学校に通う場合、学区は以下の通りとなる（2024年11月時点）。
| 丁目        | 番地 | 小学校             | 中学校               |
| ----------- | ---- | ------------------ | -------------------- |
| 鶴屋町1丁目 | 全域 | 横浜市立青木小学校 | 横浜市立栗田谷中学校 |
| 鶴屋町2丁目 | 全域 | 横浜市立青木小学校 | 横浜市立栗田谷中学校 |
| 鶴屋町3丁目 | 全域 | 横浜市立青木小学校 | 横浜市立栗田谷中学校 |

## 事業所
2021年（令和3年）現在の経済センサス調査による事業所数と従業員数は以下の通りである。
| 丁目        | 事業所数  | 従業員数 |
| ----------- | --------- | -------- |
| 鶴屋町1丁目 | 56事業所  | 854人    |
| 鶴屋町2丁目 | 423事業所 | 10,798人 |
| 鶴屋町3丁目 | 269事業所 | 6,238人  |
| 計          | 748事業所 | 17,890人 |

### 事業者数の変遷
経済センサスによる事業所数の推移。
| 年                 | 事業者数 |
| ------------------ | -------- |
| 2016年（平成28年） | 793      |
| 2021年（令和3年）  | 748      |

### 従業員数の変遷
経済センサスによる従業員数の推移。
| 年                 | 従業員数 |
| ------------------ | -------- |
| 2016年（平成28年） | 21,144   |
| 2021年（令和3年）  | 17,890   |

## 施設
- 学校法人岩崎学園
  - 情報セキュリティ大学院大学
  - 情報科学専門学校横浜西口校（相鉄岩崎学園ビル内）
- かながわ県民活動サポートセンター
- TKP横浜ビジネスセンター
- 駿台予備学校 横浜校１号館・２号館
- 日本木槽木管本社
- JR横浜鶴屋町ビル
- THE YOKOHAMA FRONT
- 神奈川歯科大学附属横浜研修センター・横浜クリニック

## その他

### 日本郵便
- 郵便番号 : 221-0835[3]（集配局：神奈川郵便局[21]）

### 警察
町内の警察の管轄区域は以下の通りである。
| 番・番地等 | 警察署       | 交番・駐在所 |
| ---------- | ------------ | ------------ |
| 全域       | 神奈川警察署 | 沢渡交番     |